# Normandie Air Services
Normandie Air Services (code OACI : NDS) était une compagnie aérienne française régionale basée sur l'aéroport de Caen. 

## Histoire
La compagnie Normandie Air Services (acronyme: NAS) a vu le jour en 1980 et s'est vu autoriser le transport de passagers (jusqu'à 36 passagers) et fret en Europe, bassin méditerranéen et Afrique.
Elle disposait d'un Douglas C-47 (DC-3) immatriculé F-BEIG loué à un particulier, en novembre 1980 et qui avait servi précédemment à Bretagne Air Services. Il s'agissait du seul DC-3 dans l'hexagone à être agréé transport public. Il était nommé le "Drakkar Normand" .
C'est pour cette raison que la compagnie a été choisie en 1982 pour assurer le transport lourd du fameux rallye auto-moto "Paris-Dakar", avec une possibilité d'emport de fret de 2 à 3 tonnes et pouvant atterrir sur des pistes dures ou semi-dures de 900 à 1000 mètres. Le DC-3 a effectué le 3 janvier 1982, le vol entre l'aéroport du Bourget et celui d'Alger en 6 heures sans escale.   
Le nom Normandie Air Services avait été pour l'évènement remplacé par "Africatours",, une agence de voyages parisienne spécialisée dans l'Afrique, devenue co-organisateur de la course du Dakar dès 1980 et qui avait assuré pendant une quinzaine d'années, le catering pour la caravane du rallye.  
A l'instar de feue Bretagne Air Services, elle assurait également des liaisons en DC-3 entre les côtes Bretonnes et Normandes vers les iles anglo-normandes (Guernesey et Jersey).  
La compagnie a cessé ses activités en 1984.

## Le réseau
Transports de passagers et fret sur la France, l'Europe, le bassin méditerranéen et l'Afrique. 

## Flotte

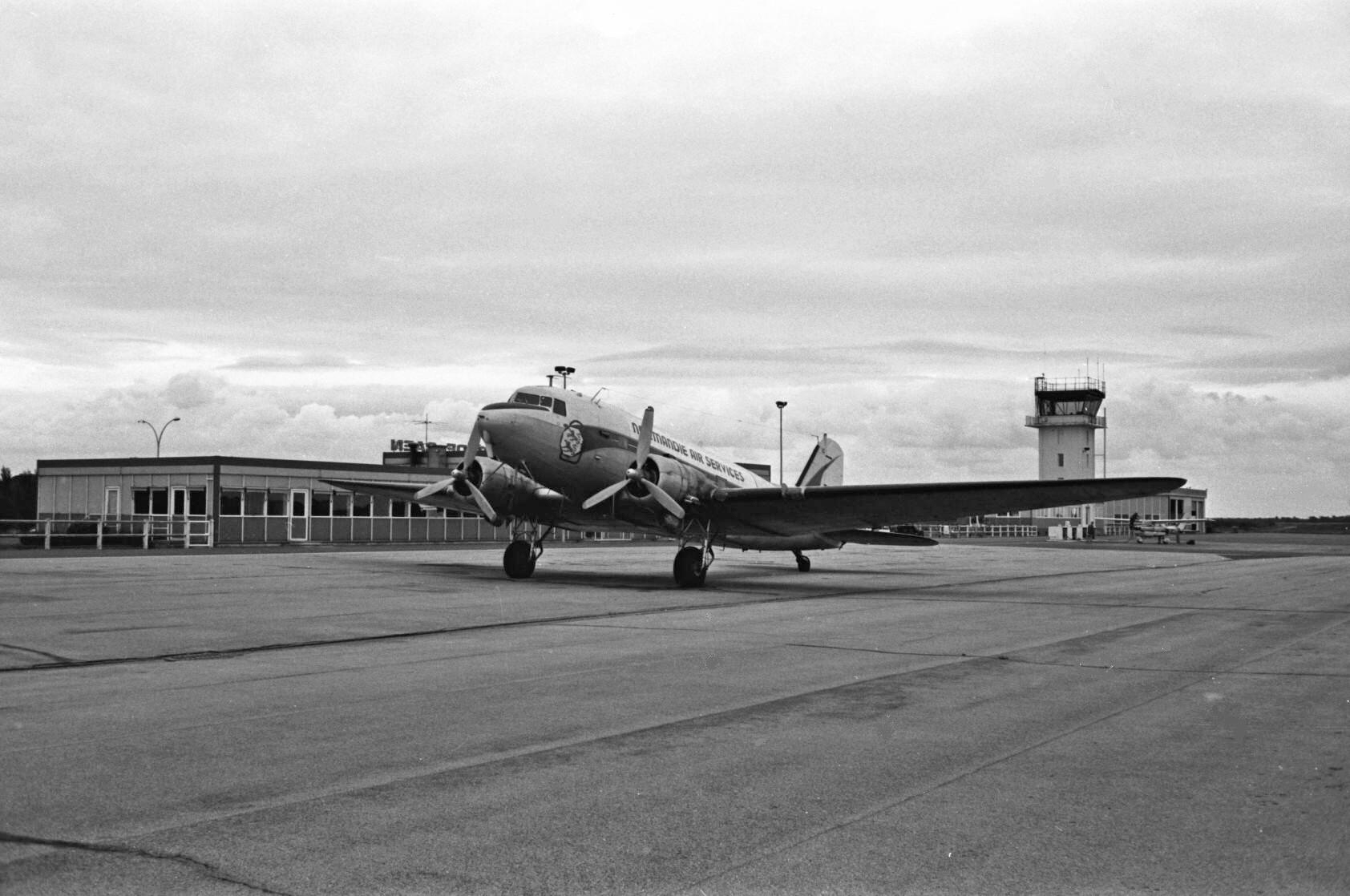
Douglas DC-3 F-BEIG de Normandie Air Services sur l'aéroport de Caen

- Douglas C-47 (DC-3) immatriculé F-BEIG[10],
- De Havilland Dove DH-104.

Le F-BEIG part dans la compagnie aérienne nantaise Stellair en 1984.